# Nad Jarem
Nad Jarem – jedna z północnych dzielnic Elbląga.

## Położenie
Nad Jarem leży w północnej części miasta. Od zachodu graniczy z dzielnicą Zawada i Zakrzewo, od południa z osiedlem Truso, a od północy i wschodu z Bielanami. Dzielnica wzięła swą nazwę od jaru przepływającej na północy rzeki Babica.
Osiedle powstało w latach 80. XX wieku. Jest zabudowane głównie 4-piętrowymi blokami mieszkalnymi. Jest to druga co do wielkości dzielnica Elbląga.

## Wykaz ulic dzielnicy
- Broniewskiego
- Brzechwy
- Sobieskiego
- Kłoczowskiego
- Korczaka
- Krzywoustego
- Leszczyńskiego
- Lubelska
- Myliusa
- Ogólna
- Tuwima
- Łokietka
- Mieszka
- Porazińskiej

## Ważniejsze obiekty
- Parafia rzymskokatolicka pw. św. Rafała Kalinowskiego
- Szkoła Podstawowa nr 11
- Gimnazjum nr 4
- Biblioteka Elbląska, filia nr 4
- Spółdzielnia mieszkaniowa "Nad Jarem"
- Przychodnia "Duży Medyk s.c. Łuba i partnerzy"
- Orlik
- Lidl
- Biedronka
- Aldi

## Komunikacja
Nad Jar można dojechać:
- tramwajami linii nr: 1, 3, 4, 5
- autobusami linii nr: 13, 14, 16, 17, 18, 21, 24, C oraz linią nocną 100